# Diecezja San Carlos de Bariloche
Diecezja San Carlos de Bariloche (łac. Dioecesis Sancti Caroli Vurilocensis) – diecezja Kościoła rzymskokatolickiego w Argentynie. Należy do metropolii Bahía Blanca. Została erygowana 22 lipca 1993 przez papieża Jana Pawła II bullą In hac beati.